# Archiginnasio, Bologna
Archiginnasio je ena najpomembnejših stavb v mestu Bologna; nekoč je bila glavna stavba Univerze v Bologni, trenutno pa sta v njej mestna knjižnica Archiginnasio in anatomsko gledališče.
V središču palače je univerzitetna kapela Santa Maria dei Bulgari, odsev zgodovine.

## Zgodovina
Gradnja Archiginnasio sega v 16. stoletje, ko je bil Piazza Maggiore drastično preoblikovan po papeških ukazih; v tem istem obdobju je bil zgrajen Neptunov vodnjak. Gradnjo Archiginnasio je naročil papež Pij IV. preko papeškega legata Karla Borromea in namestnika Piera Donata Cesija v letih koncila v Trentu, ki je nato projekt zaupal Antoniu Morandiju (znanemu kot il Terribilia). Gradnja se je začela konec februarja 1562, zgrajena je bila zelo hitro, slavnostno odprta je bila 21. oktobra 1563. Cilj tega projekta je bil ustvariti enoten prostor, kjer bodo šole legistov (kanonskega in civilnega prava) in "Artisti" (filozofija, medicina, matematika, naravoslovje in fizika), ki so bili prej locirani na različnih mestih po mestu, bi lahko gostili skupaj. Stavba novih »šol« je bila imenovana Archiginnasio po klasičnem izrazu, ki je bil uporabljen za označevanje Studiuma, kot se je prvotno imenovala Univerza v Bologni.
Archiginnasio je prenehal biti univerza leta 1803, ko je bila univerza preseljena v Palazzo Poggi, kjer je še danes. V tej stavbi so bile nekaj let Scuole Pie (osnovne šole), kasneje, od leta 1838 dalje, pa jih je nadomestila mestna knjižnica. Mestna knjižnica Archiginnasio je največja knjižnica v Emiliji-Romanji. Najprej je bila ustanovljena za hrambo knjig, zbranih od zaprtja verskih redov, ki ga je odredil Napoleon. Trenutno se ponaša z 850.000 zvezki in brošurami, vključno z 2000 inkunabulami, približno 15.000 izdaj iz 16. stoletja, 8500 rokopisi, pismi, zbirkami avtogramov, grafik in risb ter 250 arhivi. Vse to gradivo, rokopisne in tiskane zbirke, je izjemnega pomena. Obravnavajo civilno, kulturno, versko in družbeno zgodovino Bologne in njenega ozemlja.

## Stavba
Navzven stavba predstavlja približno 139 metrov dolg portik, ki ga sestavlja trideset lokov, podprtih s stebri iz peščenjaka, znotraj osrednjega dvorišča z dvema linijama lož, ki obdaja nekdanjo cerkev Santa Maria dei Bulgari. Dve stopnišči vodita v zgornje nadstropje, kjer so študijske sobe legistov (študentov, ki so študirali civilno in cerkveno pravo) in artistov (študentov drugih predmetov, kot so filozofija, književnost in medicina). Vsak oddelek legistov in umetnikov je imel v svojih krilih pet učilnic, vendar so le legisti, ki so veljali za najboljše študente univerze, imeli svoje učilnice na glavnem hodniku. Na koncu vsakega krila sta dve veliki dvorani, ena od njih je zdaj knjižnična čitalnica, druga pa se zdaj uporablja kot kongresna soba in je znana kot Sala dello Stabat Mater v spomin na prvo izvedbo Rossinijeve Stabat Mater v režiji Gaetana Donizettija 18. marca 1842.
Stene stavbe tvorijo ogromen heraldični kompleks, sestavljen iz šest tisoč grbov, naslikanih na njenih stenah. Čast postavitve grba na stene je bila pridržana tistim študentom, ki so jih drugi študentje izvolili za voditelje nationes (študentskih organizacij) in imenovane councillors. Grb označuje domovino državo ali mesto študenta, skupaj z imenom študenta. Na stenah spodnjega portika je več doprsnih kipov iz 17. stoletja, ki prikazujejo predavatelje z univerze. Poleg tega je na stenah mogoče opaziti tudi povezavo s papeško oblastjo (Bologna je bila drugo glavno mesto papeške države), številni so grbi s simboli cerkve: trojne krone, ključi sv. Petra in duhovniški klobuki.

## Anatomsko gledališče
V zgornjem nadstropju stavbe je še vedno anatomsko gledališče (Teatro anatomico), ki ga je leta 1636 zgradil Antonio Levanti. To je bila dvorana za predavanja in prikaze anatomije. Oblikovano je kot amfiteater in je narejeno iz jelovega lesa s kasetnim stropom, okrašenim s kipi. Nanj gleda bogato okrašen profesorjev sedež, na vrhu katerega je baldahin in ga podpirata kipa dveh golih moških brez kože, znanih kot gli spellati (odrti), ki ju je naredil Ercole Lelli. Številne skulpture, ki krasijo stene, predstavljajo zdravnike iz antičnih in novejših časov: doprsni kipi so ljudi, ki veljajo za manj pomembne, medtem ko so najbolj čaščeni predstavljeni v celoti. Dva glavna kipa, od leve proti desni, predstavljata Hipokrata in Galena, najvidnejša zdravnika Stare Grčije oziroma Rima. Drugi kip na steni nasproti stola predstavlja zdravnika, ki drži nos v roki: to je portret Gaspareja Tagliacozzija iz Bologne, zgodnjega pionirja rinoplastike.
Zaradi zavezniškega bombardiranja 29. januarja 1944 je soba utrpela veliko škodo, a je bila pozneje z zgledno filološko natančnostjo rekonstruirana z uporabo vseh ohranjenih elementov, pridobljenih iz ruševin.

## Galerija
- Pogled na palačo z notranjega dvorišča
- Notranje dvorišče
- Portik na notranjem dvorišču. Dostop po stopniščih
- Študentski grbi
- Ostali grbi
- Napis v čast Karlu Boromejskemu
- Anatomsko gledališče. Lesen strop s kipom Apolona
- Teatro anatómico. Hipokratov kip
- Notranje dvorišče. Zgodovinska fotografija Pietra Poppija (1883–1914)